# Regió de la Màrmara Occidental (estadística)
La regió de la Màrmara Occidental (TR2) és una de les 12 regions estadístiques de Turquia.

## Subregions i províncies
- Subregió de Tekirdağ (TR21)
  - Província de Tekirdağ (TR211)
  - Província d'Edirne (TR212)
  - Província de Kırklareli (TR213)
- Subregió de Balıkesir (TR22)
  - Província de Balıkesir (TR221)
  - Província de Çanakkale (TR222)